# Bayadera kali
Bayadera kali är en trollsländeart som beskrevs av Cowley 1936. Bayadera kali ingår i släktet Bayadera och familjen Euphaeidae. IUCN kategoriserar arten globalt som otillräckligt studerad. Inga underarter finns listade i Catalogue of Life.